# Юханссон, Оке
Оке «Байдофф» Юханссон (швед. Åke "Bajdoff" Johansson; 19 марта 1928, Norrköping Matteus church parish — 21 декабря 2014, Norrköping Matteus church parish, Эстергётланд) — шведский футболист, защитник. Одно время был игроком сборной Швеции по хоккею с шайбой. В 2007 году написал мемуары.

## Карьера

### Клубная карьера
Всю свою карьеру, с 1948 по 1966 годы, провёл в шведском «Норрчёпинге», за который сыграл 321 матч (клубный рекорд), забил 1 мяч.

### Выступление за сборную
За сборную Швеции сыграл 53 матча. Выступал на чемпионате мира 1958, где шведы стали серебряными призёрами, уступив в финале сборной Бразилии со счётом 2:5.
Играл против таких великих игроков, как Пеле, Гарринча, Раймон Копа, Ференц Пушкаш, Альфредо Ди Стефано, Эйсебио и Бобби Чарльтон.

## Достижения

### Норрчёпинг
- Чемпион Швеции: 1948, 1952, 1956, 1957, 1960, 1962, 1963

### Индивидуальные
- Футболист года в Швеции: 1957